# Salvelinus andriashevi
Salvelinus andriashevi és una espècie de peix de la família dels salmònids i de l'ordre dels salmoniformes.

## Morfologia
- Els mascles poden assolir 29,9 cm de longitud total.[3][4]

## Hàbitat
És bentopelàgic i d'aigua dolça.

## Distribució geogràfica
Es troba a Europa: llac Estikhet.